# 심재원 (야구인)
심재원(沈載元, 1953년 7월 30일 ~ 1994년 5월 19일)은 전 KBO 리그 롯데 자이언츠와 MBC 청룡의 선수이다.

## 경력
1970년대 후반 대한민국 국가 대표 야구팀의 주전 포수로 활동하였고, 실업 야구단인 '한국화장품' 야구단에서 활동하다가 1983년 31살의 나이로 롯데 자이언츠에 입단한다. 1984년 롯데 자이언츠의 첫 우승 당시 멤버인데 그 해 부임했던 강병철 감독은 젊은 선수들을 등용하는 편이었으며  이 때문에    1984년을 끝으로 롯데를 떠나 MBC 청룡과 LG 트윈스를 거쳐 현역 선수 은퇴하였다.
은퇴 이후 LG 트윈스에서 코치로 활동했는데 선수 시절 줄곧 담배를 많이 핀 탓인지 1993년 12월 3일 폐암 판정을 받았으며 결국 다음 해인   1994년 5월 19일  사망하였고 1985년 본인의 트레이드 상대였던 김용운은 자신의 생일날이던 2005년 6월 5일 교통사고로 사망했다. 

## 출신학교
- 남부민초등학교
- 부산개성중학교
- 부산고등학교
- 성균관대학교 체육교육학과 (1973학번)

## 선수 경력
- 롯데 자이언츠
- MBC 청룡 : 1985년 1월 입단 (계약금 2,000만 원, 연봉 2,400만 원)
- LG 트윈스

## 등번호
- 22 - 롯데 자이언츠
- 27 - MBC 청룡
- 42 - MBC 청룡 LG 트윈스

## 통산 기록
| 연도 | 소속  | 경기 | 타수 | 득점 | 안타 | 2루타 | 3루타 | 홈런 | 타점 | 도루 | 희생타 | 4구 | 사구 | 삼진 | 병살타 | 실책 | 타율  | 장타율 | 출루율 | 기타 |
| ---- | ----- | ---- | ---- | ---- | ---- | ----- | ----- | ---- | ---- | ---- | ------ | --- | ---- | ---- | ------ | ---- | ----- | ------ | ------ | ---- |
| 1983 | 롯데  | 68   | 182  | 19   | 41   | 4     | 0     | 3    | 13   | 3    | 3      | 12  | 4    | 22   | 2      | 3    | 0.225 | 0.297  | 0.286  |      |
| 1984 | 롯데  | 70   | 188  | 19   | 47   | 10    | 1     | 0    | 19   | 6    | 11     | 11  | 1    | 19   | 4      | 5    | 0.250 | 0.314  | 0.291  |      |
| 1985 | MBC   | 76   | 189  | 14   | 39   | 3     | 0     | 3    | 15   | 4    | 2      | 17  | 1    | 23   | 3      | 10   | 0.206 | 0.270  | 0.274  |      |
| 1986 | MBC   | 48   | 98   | 9    | 23   | 7     | 0     | 0    | 12   | 1    | 7      | 5   | 1    | 14   | 3      | 2    | 0.235 | 0.306  | 0.276  |      |
| 1987 | MBC   | 69   | 128  | 12   | 24   | 1     | 0     | 1    | 6    | 1    | 1      | 16  | 1    | 18   | 1      | 4    | 0.188 | 0.219  | 0.283  |      |
| 1988 | MBC   | 73   | 163  | 13   | 33   | 0     | 0     | 2    | 9    | 2    | 7      | 14  | 3    | 22   | 1      | 9    | 0.202 | 0.239  | 0.276  |      |
| 1989 | MBC   | 65   | 82   | 3    | 12   | 2     | 0     | 0    | 4    | 1    | 2      | 6   | 2    | 11   | 3      | 4    | 0.146 | 0.171  | 0.220  |      |
| 1990 | LG    | 70   | 90   | 12   | 19   | 0     | 0     | 1    | 12   | 3    | 1      | 7   | 1    | 14   | 0      | 4    | 0.211 | 0.244  | 0.276  |      |
| 1991 | LG    | 12   | 8    | 1    | 2    | 0     | 0     | 0    | 0    | 0    | 0      | 0   | 0    | 0    | 0      | 1    | 0.250 | 0.250  | 0.250  |      |
| 통산 | 9시즌 | 551  | 1128 | 102  | 240  | 27    | 1     | 10   | 90   | 21   | 34     | 88  | 14   | 143  | 17     | 42   | 0.213 | 0.265  | 0.278  |      |